# Fumus boni iuris
Fumus boni iuris es una frase en latín, usada en los tribunales de justicia Europeos y de Sudamérica, que significa "probabilidad de éxito según el mérito del caso" (significado literal: "humo de un buen derecho").
Es un requisito para recibir determinados beneficios (por ejemplo, asistencia jurídica) o para pronunciar determinadas acciones judiciales  (por ejemplo, las llamadas medidas protectoras, mandamientos judiciales). Tiene caso prima facie cuando existe la posibilidad de que el derecho reclamado exista en la práctica: la existencia de este supuesto debe ser examinada por el tribunal que decidirá según los resultados del hecho consumado.

## Ejemplo y aplicación
Por ejemplo, cuando se solicita asistencia jurídica, los tribunales deben examinar si el solicitante tiene el "derecho adecuado" a ella; si el reclamo en el que el solicitante fundamenta su petición ante el tribunal no es irrazonable o imprudente. Cuando se solicita el embargo, el tribunal debe considerar si existen hechos que sugieran la existencia de un derecho al crédito.
Además, en Italia, el fumus boni iuris es una de las dos condiciones necesarias para obtener una medida cautelar en un proceso civil (en virtud del artículo 700 del Código de Procedimiento Civil) o en un proceso administrativo (en virtud del artículo 55 del Decreto Legislativo n. 104 de 2010). La otra condición es el llamado periculum in mora (o "peligro en la demora").